# فيليب مارتنسون
فيليب مارتنسون (بالسويدية: Philip Mårtensson)‏ هو لاعب كرة قدم سويدي في مركز حراسة المرمى، ولد في 1 سبتمبر 1993. لعب مع نادي تريليبورج ‏.

## وصلات خارجية
- فيليب مارتنسون على موقع اتحاد السويد (السويدية)
- فيليب مارتنسون على موقع قاعدة بيانات كرة القدم.إي يو (الإنجليزية)
- فيليب مارتنسون على موقع Soccerway.com (الإنجليزية)